# Eupithecia gozmanyi
Eupithecia gozmanyi là một loài bướm đêm trong họ Geometridae.